# The Dark Star
The Dark Star is een Amerikaanse avonturenfilm uit 1919 onder regie van Allan Dwan.

## Verhaal
Rue Carew is een Amerikaans meisje, dat in Turkije wordt opgevoed. Wanneer haar vader, die missionaris is, sterft, verhuist ze naar de Verenigde Staten. Ze neemt bezittingen van haar vader mee, waaronder zich bij toeval militaire plannen blijken te bevinden. Er zijn echter Duitse en Franse spionnen achter hen aan die interesse hebben voor de plannen. Rue wordt verliefd op Jim Neeland, die voor de Fransen werkt. Als de Duitsers zich realiseren dat Rue de plannen uit het hoofd kent, zien ze haar als een bedreiging en bereiden ze een plan voor om haar te vermoorden.

## Rolverdeling
| Acteur                 | Personage           |
| ---------------------- | ------------------- |
| Marion Davies          | Rue Carew           |
| Dorothy Green          | Prinses Naia        |
| Norman Kerry           | Jim Neeland         |
| Matt Moore             | Prins Alak          |
| Ward Crane             | Franse geheim agent |
| George Cooper          | Mijnheer Brandes    |
| Arthur Earle           | Mijnheer Stull      |
| Gustav von Seyffertitz | Duitse spion        |
| Emil Hoch              | Bediende            |
| Fred Hearn             | Wiliam Carew        |
| James Laffey           | Scheepskapitein     |
| William Brotherhood    | Bediende            |
| Eddie Sturgis          | Smalley             |